# Турюн Ліан
Турюн Ліан (англ. Torun Lian; нар. 15 січня 1956, Норвегія) — норвезька письменниця, режисерка, драматург.

## Біографія
Навчалася в Осло. Її літературний дебют відбувся у 1988 році, коли вона презентувала колекцію «Три п'єси», які вона опублікувала у вигляді книги. За цю роботу Турюн Ліан стала дебютанткою премії Тар'є Вісааса. У 1995 році її нагородили премією Nordic Children's Book Prize. Також Турюн Ліан писала сценарії для кінокартин. Викладала в Норвезькій кіношколі.
Сценаристка фільмів «Лише хмари танцюють з зірками» (1999), «Небопад» (2002), «Колір молока» (2004), «Вегас» (2009), «Вікторія» (2013). Стрічка «Лише хмари танцюють з зірками» здобула головну премію 40. Скандинавських днів у Любеку.

## Українські переклади
- Лише хмари танцюють з зірками / Турюн Ліан ; пер. з норв. Наталі Іліщук. — Львів : Видавництво Старого Лева, 2018. — 176 с. — ISBN 978-617-679-624-4[2].
- Аліса Андерсен. Принцеса на лаві запасних / Турюн Ліан ; пер. з норв. Наталі Іліщук. — Львів : Видавництво Старого Лева, 2020. — 168 с. — ISBN 978-617-679-631-2[3].
- Аліса Андерсен не плаває / Турюн Ліан ; пер. з норв. Наталі Іліщук. — Львів : Видавництво Старого Лева, 2020. — 184 с. — ISBN 978-617-679-829-3.
- Аліса Андерсен і все, чого ти не знаєш (і добре) / Турюн Ліан; пер. з норв. Наталі Іліщук. — Львів: Видавництво Старого Лева, 2021. — 184 с.